# 대한민국 민법 제245조
대한민국 민법 제245조는 점유로 인한 부동산소유권의 취득기간에 대한 민법 물권법 조문이다.

## 조문
제245조(점유로 인한 부동산소유권의 취득기간) ① 20년간 소유의 의사로 평온, 공연하게 부동산을 점유하는 자는 등기함으로써 그 소유권을 취득한다.
②부동산의 소유자로 등기한 자가 10년간 소유의 의사로 평온, 공연하게 선의이며 과실없이 그 부동산을 점유한 때에는 소유권을 취득한다.

第245條(占有로 因한 不動産所有權의 取得期間) ① 20年間 所有의 意思로 平穩, 公然하게 不動産을 占有하는 者는 登記함으로써 그 所有權을 取得한다.

②不動産의 所有者로 登記한 者가 10年間 所有의 意思로 平穩, 公然하게 善意이며 過失없이 그 不動産을 占有한 때에는 所有權을 取得한다.

## 비교 조문
일본민법 제162조 (소유권의 취득시효) 1. 20년간, 소유의 의사를 가지고 평온하게 또한 공연히 타인의 물건을 점유한 자는 그 소유권을 취득한다.
2. 10년간 소유의 의사를 가지고 평온하게 또한 공연히 타인의 물건을 점유한 자는 그 점유의 개시의 시에 선의이며 또한 과실이 없는 때에는 그 소유권을 취득한다.

## 판례
- 부동산 점유자에게 시효취득으로 인한 소유권이전등기청구권이 있다고 하더라도 이로 인하여 부동산 소유자와 시효취득자 사이에 계약상의 채권·채무관계가 성립하는 것은 아니므로, 그 부동산을 처분한 소유자에게 채무불이행 책임을 물을 수 없다[1].

## 참고문헌
- 최문기. "民法 第245條 所有의 意思의 意味의 判例理論에 관한 一考察." 재산법연구 35.2 (2018): 69-115.
- 김도훈. "부동산 점유취득시효에 관한 소고 – 민법 제245조 제1항과 제247조 제1항의 개선을 중심으로 –." 홍익법학 25.3 (2024): 63-92.
- 최병조. "부동산의 점유취득시효와 점유자의 소유의사의 추정 -민법 제245조 제1항, 제197조 제1항 및 양 조문의 관계에 관한 역사적,비교법적 고찰-." 서울대학교 법학 37.1 (1996): 101-142.

## 같이 보기
- 취득시효